# Neochera fuscipennis
Neochera fuscipennis là một loài bướm đêm trong họ Erebidae.